# Kloster (by)
 For alternative betydninger, se Kloster (flertydig). (Se også artikler, som begynder med Kloster)
Kloster er en lille by i Vestjylland med 634 indbyggere  (2024). Kloster er beliggende mellem Vesterhavet, Stadil Fjord og Ringkøbing Fjord. Byen ligger syv kilometer nordvest for Ringkøbing, 48 kilometer sydvest for Holstebro og 55 kilometer vest for Herning. Kloster hører til Ringkøbing-Skjern Kommune og er beliggende i Region Midtjylland.
Den hører til Ny Sogn og Ny Sogn Kirke ligger i byen.
Byen er kendt for dens lysstøberi og holmsland skole.